# Eublemma atlantica
Eublemma atlantica là một loài bướm đêm trong họ Erebidae.